# Leon Hien
Leon Hien, né le 31 juillet 2001 à Stockholm en Suède, est un footballeur suédois qui évolue au poste de défenseur central au Degerfors IF.

## Biographie

### En club
Né à Stockholm en Suède, Leon Hien est notamment formé par le FC Djursholm et poursuit sa formation au Hammarby IF. Il commence toutefois sa carrière professionnelle avec l'IK Frej, où il est prêté en 2020. Il joue son premier match avec ce club le 14 juin 2020, à l'occasion de la première journée de la saison 2020 de troisième division suédoise face à l'IF Brommapojkarna. Il est titularisé et son équipe est battue par un but à zéro ce jour-là.
Le 11 octobre 2020, Hien se fait remarquer en inscrivant deux buts pour l'IK Frej en championnat face au Sollentuna FK (en). Titulaire, il donne à deux reprises l'avantage à son équipe, mais les deux équipes se neutralisent (2-2 score final). Il s'agit de ses deux premiers buts en carrière.
En janvier 2023, Leon Hien rejoint la Norvège en signant avec l'Odds BK. Le transfert est officialisé le 21 décembre 2022 et son contrat est valable jusqu'en décembre 2025.
Il joue son premier match pour l'Odds BK le 25 juin 2023 face au Hamarkameratene, en championnat. Il entre en jeu à la place de Ole Erik Midtskogen (en) et se fait remarquer en inscrivant le but vainqueur de son équipe (0-1 score final).
Le 10 janvier 2025, Leon Hien fait son retour en Suède en signant avec le Degerfors IF pour un contrat courant jusqu'en décembre 2027.

## Vie privée
Leon Hien est le frère de Isak Hien, lui aussi footballeur professionnel.